# 241ª Squadriglia
La 241ª Squadriglia fu un reparto attivo nel Servizio Aeronautico della Regia Marina (Prima guerra mondiale).

## Storia

### Prima guerra mondiale
La 241ª Squadriglia da caccia terrestre viene creata nella tarda primavera 1918 sull'Aeroporto di Venezia-Lido comandata dal Tenente di Vascello Luigi Bologna che dispone di altri 5 piloti tra cui i Sottotenenti Giorgio Parodi e Giovanni Ravelli dotata di almeno 9 Hanriot HD.1 e 3 Nieuport 10 e Nieuport 17 per addestramento.
In luglio arrivano altri 4 Hanriot ed il 6 agosto Parodi abbatte un Drachen (Pallone frenato) ed un ricognitore Brandenburg che si rovescia a San Stino di Livenza.
Il 5 ottobre il Sottocapo Renato Balleri abbatte un Albatros D.III su Susegana e l'8 ottobre ingaggia 3 caccia abbattendone uno.
Nel conflitto il reparto ha svolto 80 voli di guerra.

### Seconda guerra mondiale
Al 10 giugno 1940 era nel 98º Gruppo con 5 Fiat B.R.20 all'Aeroporto di Cameri nel 43º Stormo Bombardamento Terrestre della 4ª Divisione Aerea “Drago” della 1ª Squadra aerea. Al 22 ottobre successivo era a Chièvres nel Corpo Aereo Italiano fino al 10 gennaio 1941.
All'8 settembre 1943 era all'Aeroporto di Gioia del Colle con 4 S.M.84 nel XCVIII Gruppo del 43º Stormo.